# Vittorio Mussolini
Vittorio Mussolini (27 de setembro de 1916 - 12 de junho de 1997) foi um piloto de guerra, crítico de cinema e produtor italiano. Foi também o segundo filho do ditador italiano Benito Mussolini. No entanto, ele seria o primeiro filho reconhecido oficialmente de Mussolini, com sua segunda mulher, Rachele; uma vez que seu meio-irmão mais velho, nunca foi oficialmente reconhecido pelo regime fascista de seu pai.

## Biografia
Vittorio Mussolini nasceu em Milão, Reino da Itália. Ele se casou com Orsola Buvoli Mussolini (1914-2009), dois anos mais velha. Em janeiro de 1938, Mussolini e sua mulher anunciaram o nascimento de seu primeiro filho, um menino: Guido Mussolini, nascido em Roma.
Além de produtor de filmes, Mussolini serviu como Tenente na Regia Aeronautica Italiana, atuando durante a Segunda Guerra Ítalo-Etíope, a Guerra Civil Espanhola, e a Segunda Guerra Mundial. Na Etiópia, tanto ele quanto seu irmão mais novo, Bruno, pilotaram bombardeiros. Ao contrário de seu irmão, Vittorio não foi considerado um piloto sério; sendo que descrevia os bombardeios como um espetáculo, as bombas como "botões de rosas" e o assassinato como "diversão excepcionalmente boa".
Mussolini trabalhou com muitos dos melhores artistas de cinema da Itália. Os diferentes projetos com os quais se envolveu incluiram Federico Fellini, Roberto Rosselini, e Michelangelo Antonioni.
Depois da guerra, Mussolini emigrou para a Argentina, retornando posteriormente para a Itália. Vittorio trabalhou brevemente com Hal Roach em uma companhia que recebeu o nome de R.A.M. Pictures (para Roach And Mussolini), embora Roach abandonou o negócio depois de ser fortemente condenado ao ostracismo dentro de Hollywood.
Ele foi o editor do periódico de filmes Cinema, e esteve envolvido com o estúdio de cinema italiano, Cinecittà.
Vittorio Mussolini morreu em 12 de junho de 1997 aos 80 anos em uma clínica de Roma, depois de uma longa doença.